# John Giunta
John Giunta (nacido como Giovanni Antonio Giunta, Nueva York, 5 de junio de 1920 - Nueva York, 6 de noviembre de 1970) —conocido también como Giunta, J. Giunta y John Guinta— fue un ilustrador de historietas estadounidense que se desempeñó, principalmente, en revistas pulp.
Entre sus trabajos destacados se encuentra Magician from Mars, una superheroína de la Edad de oro de las historietas cocreada con Malcolm Kildale para Amazing-Man Comics de Centaur Publications, y su colaboración con la primera historieta de Frank Frazetta titulada Snowman, que apareció en la revista Tally-Ho Comics de Bailey Publishing en diciembre de 1944.